# Sebastian Klein
Sebastian Klein (født d. 20. juli 1972 på Rigshospitalet) er en dansk skuespiller, tv-vært, foredragsholder og forfatter. Han er kendt fra bl.a. Naturpatruljen og Anton, min hemmelige ven.

## Karriere
I 1996 ringede DR's Børne og ungdomsafdeling og spurgte, om han ville prøves som vært til en ny serie om dyr. Det ville han gerne, og det var begyndelsen til hans tv-karriere.
Sebastian Klein er en ivrig amatørornitolog.
Han har medvirket i det af Martin Keller og Ketil Teisen udviklede børne-tv-program Naturpatruljen, som blev en kæmpe succes, hvor han spiller Dr. Pjuskebusk. Han har siden medvirket i en lang række børneprogrammer på radio og tv, både naturformidling og underholdning. Heriblandt Anton, min hemmelige ven, der blev produceret i 32 afsnit og Jul i Togvognen, der blev sendt som intro til Børnenes U-landskalender i 1999. Han har også medvirket i og skrevet manuskriptet til Kaninlandet, der var en tv-serie for børn i 1999.
I 2010 medvirkede han i Høvdingebold 2010, på DR1, hvor han var holdkaptajn for holdet De rødhårede.
Klein har også medvirket i serien Bidt, brændt og stukket på DR Ultra; her udsætter han sig for bid, stik og forskellige giftige planter, for at vise, hvad der sker, når man f.eks. bliver bidt af en kvælerslange, når en igle suger blod, eller når man bliver forbrændt af saft fra en kæmpebjørneklo på sig.
Han er desuden en af deltagerne i Stormester sæson 6, hvor han endte med en andenplads efter Simon Jul.

### Selvbiografi
I bogen Fra min faders skygge, der udkom i oktober 2016, hylder Sebastian Klein sine forældre ved at tegne et facetteret portræt af livet og hverdagen med op- og nedture.

## Hæder
I 2021 modtog han prisen Bogen der gjorde mig klog ved Orla-prisen for sin bog Sebastians store quiz om dyr.
I november 2022 modtog han prisen for Bedste fagbog ved Orla-prisen for sin bog Verdens 100 mest truede dyr.
I marts 2023 modtog han prisen for Årets Børnebog ved Mofibo Awards sin bog Verdens 100 mest truede dyr, som han havde indtalt til lydbog. Med prisen fulgte 10.000 kr

## Opvækst og privatliv
Han er søn af Jesper Klein og Lykke Nielsen.
Han voksede op på Amager og gik på Sankt Annæ Skole, der er en katolsk privatskole. Efter 9. klasse begyndte han i 1989 på Christianshavns Gymnasium på sproglig linje. Han er autodidakt (selvlært) skuespiller.
Han blev gift i 2001 med Rikke Klein. Sammen har de to børn.

## Filmografi

### Tv
- Kom med ud og leg (1996)
- Naturpatruljen (1997-2003)
- Kaninlandet (1999)
- Jul i Togvognen (1999)
- Mens vi venter
- Mens du venter på at dø
- Anton, min hemmelige ven (2001-2002)
- Afrikas Øje (2004)
- Vildmarkens Stjerne
- Australiens Perle (2006)
- Sebastians Jul (2010)
- Fandango
- Rekord
- Dyr på hjernen
- Hulter til bulter
- Kære Sebastian
- Sebastian på dybt vand (2013)
- Sebastian Indefra (2013)
- Bidt, brændt og stukket (2016-2021)
- 1 døgn, 2 hold, 3 dyr (2017-2020)
- Hvorfor snakker vi ikke om mig? (2018, 1 episode)
- Vores vilde vej (2019)

### Film
- Dyrene i zoo (2005) - fortæller
- Far til fire - på hjemmebane (2008) - revisor
- Peter Plys - Nye eventyr i Hundredemeterskoven (2011) - Hr. Straks
- Far til fire - til søs (2012) - Torben
- Asterix: Byplanlæggeren (2014) - Asterix (dansk stemme)
- Asterix og trylledrikkens hemmelighed (2018) - Asterix (dansk stemme)

### Børnebøger
- Sebastian Klein, Martin Keller, Ketil Teisen (2003). Doktor Pjuskebusk og den mystiske fugl : Naturpatruljen på tur til søen. Carlsen, Danmarks Naturfredningsforening. ISBN 87-562-9393-3.{{cite book}}:  CS1-vedligeholdelse: Bruger authors parameter (link)
- Martin Keller, Sebastian Klein, Ketil Teisen (2003). Martin på sporet : Naturpatruljen på tur til skoven. Carlsen, Danmarks Naturfredningsforening. ISBN 87-562-9399-2.{{cite book}}:  CS1-vedligeholdelse: Bruger authors parameter (link)
- Martin Keller, Sebastian Klein, Ketil Teisen (2003). Ketil i knibe : Naturpatruljen på tur til åen. Carlsen, Danmarks Naturfredningsforening. ISBN 87-562-9397-6.{{cite book}}:  CS1-vedligeholdelse: Bruger authors parameter (link)
- Med Sebastian Verden rundt (Multimedie)
- Med Sebastian i Zoologisk Have (Multimedie)
- Den Ternede Tiger (Kroghs Forlag)
- Pixibøger om bondegårdsdyr
- SEBASTIAN bidt af vilde dyr! (ALEXTOR Forlag) ISBN 9788799503834

#### Verdens 100
- Verdens 100 farligste dyr (ISBN 9788711565094)
- Verdens 100 vildeste dyr (ISBN 9788727013428)
- Verdens 100 mærkeligste dyr (ISBN 9788711556856)
- Verdens 100 mest gådefulde dyr (ISBN 9788711698259)
- Verdens 100 mest truede dyr (ISBN 9788727011073)
- De 100 mest fantastiske fortidsdyr (2. udgave udkom i 2023) ISBN 9788727021270

### Biografi
- Danni Travn, Sebastian Klein, Britta Lund (31. oktober 2016). Fra min faders skygge. Politikens Forlag. ISBN 9788740036411.{{cite book}}:  CS1-vedligeholdelse: Bruger authors parameter (link)